# مات غيب
مات غيب (بالإنجليزية: Matthew Gibb)‏ هو مقدم تلفزيوني نيوزيلندي، ولد في 15 يناير 1981 في كرايستشرش في نيوزيلندا.